# 2017年美國空襲阿富汗桑金鎮
2017年美國空襲阿富汗桑金鎮指的是美國在2017年時對阿富汗赫爾曼德省桑金的轟炸，多名平民死傷。

## 死傷
聯合國阿富汗特派團表示，初步調查表明空襲造成至少18名平民死亡，幾乎都是婦女和兒童。 阿富汗國防部發言人道拉特·瓦齊裡(Dawlat Waziri)否認有關平民傷亡的報導，但在桑金地區的目擊者證實了聯合國的報告，即該地區沒有塔利班成員，並且美軍在轟炸發生前幾天就曾訪問了該社區。赫爾曼德省省長也證實有平民被美軍所殺，桑金的長老認為平民死亡人數更高，為22人。聯軍發言人查爾斯·H·克利夫蘭準將證實，美國在桑金進行了大約30次的空襲。
這次空襲也被稱為第二次桑金空襲，因為美國此前曾於2010年7月在桑金進行空襲，同樣造成眾多平民喪生。